# Pycnopogon pallidipennis
Pycnopogon pallidipennis är en tvåvingeart som först beskrevs av Gaspard Auguste Brullé 1833.  Pycnopogon pallidipennis ingår i släktet Pycnopogon och familjen rovflugor. Inga underarter finns listade i Catalogue of Life.